# 12ª edizione dei Satellite Awards
La 12ª edizione dei Satellite Award si è tenuta il 17 dicembre 2007.

## Cinema

### Miglior film drammatico
- Non è un paese per vecchi (No Country for Old Men), regia di Joel ed Ethan Coen
- Away from Her - Lontano da lei (Away from Her), regia di Sarah Polley
- Onora il padre e la madre (Before the Devil Knows You're Dead), regia di Sidney Lumet
- La promessa dell'assassino (Eastern Promises), regia di David Cronenberg
- Quel treno per Yuma (3:10 to Yuma), regia di James Mangold
- Sguardo nel vuoto (The Lookout), regia di Scott Frank

### Miglior film commedia o musicale
- Juno, regia di Jason Reitman
- Hairspray - Grasso è bello (Hairspray), regia di Adam Shankman
- Lars e una ragazza tutta sua (Lars and the Real Girl), regia di Craig Gillespie
- Il matrimonio di mia sorella (Margot at the Wedding), regia di Noah Baumbach
- Molto incinta (Knocked Up), regia di Judd Apatow
- Shoot 'Em Up - Spara o muori! (Shoot 'Em Up), regia di Michael Davis

### Miglior film straniero
- Lussuria - Seduzione e tradimento (Se, jie), regia di Ang Lee • Taiwan
- 4 mesi, 3 settimane, 2 giorni (4 luni, 3 saptamani si 2 zile), regia di Cristian Mungiu • Romania
- 10 canoe (Ten Canoes), regia di Rolf de Heer e Peter Djigirr • Australia
- Offside, regia di Jafar Panahi • Iran
- The Orphanage (El orfanato), regia di Juan Antonio Bayona • Spagna
- La vie en rose (La môme), regia di Olivier Dahan • Francia

### Miglior film d'animazione o a tecnica mista
- Ratatouille, regia di Brad Bird e Jan Pinkava
- 300, regia di Zack Snyder
- La bussola d'oro (The Golden Compass), regia di Chris Weitz
- La leggenda di Beowulf (Beowulf), regia di Robert Zemeckis
- Persepolis, regia di Vincent Paronnaud e Marjane Satrapi
- I Simpson - Il film (The Simpsons Movie), regia di David Silverman

### Miglior film documentario
- Sicko, regia di Michael Moore
- The 11th Hour - L'undicesima ora (The 11th Hour), regia di Leila Conners Petersen e Nadia Conners
- Darfur Now, regia di Ted Braun
- The King of Kong: A Fistful of Quarters, regia di Seth Gordon
- Lake of Fire, regia di Tony Kaye
- No End In Sight, regia di Charles Ferguson

### Miglior regista
- Joel ed Ethan Coen – Non è un paese per vecchi (No Country for Old Men)
- David Cronenberg – La promessa dell'assassino (Eastern Promises)
- Olivier Dahan – La vie en rose (La môme)
- Ang Lee – Lussuria - Seduzione e tradimento (Se, jie)
- Sidney Lumet – Onora il padre e la madre (Before the Devil Knows You're Dead)
- Sarah Polley – Away from Her - Lontano da lei (Away from Her)

### Miglior attore in un film drammatico
- Viggo Mortensen – La promessa dell'assassino (Eastern Promises)
- Christian Bale – L'alba della libertà (Rescue Dawn)
- Josh Brolin – Non è un paese per vecchi (No Country for Old Men)
- Frank Langella – Starting Out in the Evening
- Tommy Lee Jones – Nella valle di Elah (In the Valley of Elah)
- Denzel Washington – American Gangster

### Miglior attrice in un film drammatico
- Marion Cotillard – La vie en rose (La môme)
- Julie Christie – Away from Her - Lontano da lei (Away from Her)
- Angelina Jolie – A Mighty Heart - Un cuore grande (A Mighty Heart)
- Keira Knightley – Espiazione (Atonement)
- Laura Linney – La famiglia Savage (The Savages)
- Tilda Swinton – Stephanie Daley

### Miglior attore in un film commedia o musicale
- Ryan Gosling – Lars e una ragazza tutta sua (Lars and the Real Girl)
- Don Cheadle – Parla con me (Talk to Me)
- Richard Gere – L'imbroglio - The Hoax (The Hoax)
- Ben Kingsley – You Kill Me
- Clive Owen – Shoot 'Em Up - Spara o muori! (Shoot 'Em Up)
- Seth Rogen – Molto incinta (Knocked Up)

### Miglior attrice in un film commedia o musicale
- Ellen Page – Juno
- Amy Adams – Come d'incanto (Enchanted)
- Cate Blanchett – Io non sono qui (I'm Not There)
- Katherine Heigl – Molto incinta (Knocked Up)
- Nicole Kidman – Il matrimonio di mia sorella (Margot at the Wedding)
- Emily Mortimer – Lars e una ragazza tutta sua (Lars and the Real Girl)

### Miglior attore non protagonista
- Casey Affleck – L'assassinio di Jesse James per mano del codardo Robert Ford (The Assassination of Jesse James by the Coward Robert Ford) - ex aequo
- Tom Wilkinson – Michael Clayton (Michael Clayton) - ex aequo
- Javier Bardem – Non è un paese per vecchi (No Country for Old Men)
- Brian Cox – Zodiac
- Jeff Daniels – Sguardo nel vuoto (The Lookout)
- Ben Foster – Quel treno per Yuma (3:10 to Yuma)

### Miglior attrice non protagonista
- Amy Ryan – Gone Baby Gone
- Ruby Dee – American Gangster
- Taraji P. Henson – Parla con me (Talk to Me)
- Saoirse Ronan – Espiazione (Atonement)
- Emmanuelle Seigner – La vie en rose (La môme)
- Tilda Swinton – Michael Clayton

### Miglior sceneggiatura originale
- Diablo Cody – Juno
- Scott Frank – Sguardo nel vuoto (The Lookout)
- Tony Gilroy – Michael Clayton
- Steve Knight – La promessa dell'assassino (Eastern Promises)
- Kelly Masterson – Onora il padre e la madre (Before the Devil Knows You're Dead)
- Nancy Oliver – Lars e una ragazza tutta sua (Lars and the Real Girl)

### Miglior sceneggiatura non originale
- Christopher Hampton – Espiazione (Atonement)
- David Benioff – Il cacciatore di aquiloni (The Kite Runner)
- Joel ed Ethan Coen – Non è un paese per vecchi (No Country for Old Men)
- Sarah Polley – Away from Her - Lontano da lei (Away from Her)
- James Vanderbilt – Zodiac
- Hui-Ling Wang e James Schamus – Lussuria - Seduzione e tradimento (Se, jie)

### Miglior montaggio
- Pietro Scalia – American Gangster
- Joel ed Ethan Coen – Non è un paese per vecchi (No Country for Old Men)
- Richard Marizy – La vie en rose (La môme)
- Christopher Rouse – The Bourne Ultimatum - Il ritorno dello sciacallo (The Bourne Ultimatum)
- Ronald Sanders – La promessa dell'assassino (Eastern Promises)
- Jill Savitt – Sguardo nel vuoto (The Lookout)

### Miglior fotografia
- Janusz Kaminski – Lo scafandro e la farfalla (Le scaphandre et le papillon)
- Henry Braham – La bussola d'oro (The Golden Compass)
- Roger Deakins – L'assassinio di Jesse James per mano del codardo Robert Ford (The Assassination of Jesse James by the Coward Robert Ford)
- Bruno Delbonnel – Across the Universe
- Robert Elswit – Il petroliere (There Will Be Blood)
- Harris Savides – Zodiac

### Miglior scenografia
- Guy Hendrix Dyas e David Allday – Elizabeth: The Golden Age
- David Allday, Matthew Gray e Charles Wood – Amazing Grace
- Dennis Davenport e David Gropman – Hairspray - Grasso è bello (Hairspray)
- Mark Friedberg e Peter Rogness – Across the Universe
- Patricia Norris, Martin Gendron e Troy Sizemore – L'assassinio di Jesse James per mano del codardo Robert Ford (The Assassination of Jesse James by the Coward Robert Ford)
- Mark Tildesley, Gary Freeman, Stephen Morahan e Denis Schnegg – Sunshine

### Migliori costumi
- Alexandra Byrne – Elizabeth: The Golden Age
- Marit Allen – La vie en rose (La môme)
- Jenny Beavan – Amazing Grace
- Yvonne Blake – L'ultimo inquisitore (Goya's Ghosts)
- Jacqueline Durran – Espiazione (Atonement)
- Rita Ryack – Hairspray - Grasso è bello (Hairspray)

### Miglior colonna sonora
- Alberto Iglesias – Il cacciatore di aquiloni (The Kite Runner)
- Nick Cave – L'assassinio di Jesse James per mano del codardo Robert Ford (The Assassination of Jesse James by the Coward Robert Ford)
- Michael Giacchino – Ratatouille
- Dario Marianelli – Espiazione (Atonement)
- James Newton Howard – Sguardo nel vuoto (The Lookout)
- Howard Shore – La promessa dell'assassino (Eastern Promises)

### Miglior canzone originale
- Grace is Gone (Jamie Cullum), testo e musica di Clint Eastwood e Carole Bayer Sager – Grace Is Gone
- Come So Far (Queen Latifah, Nikki Blonsky, Zac Efron e Elijah Kelley), testo e musica di Marc Shaiman – Hairspray - Grasso è bello (Hairspray)
- Do You Feel Me (Anthony Hamilton), testo e musica di Diane Warren – American Gangster
- If You Want Me (Markéta Irglová), testo e musica di Glen Hansard e Markéta Irglová – Once (Una volta) (Once)
- Lyra (Kate Bush), testo e musica di Kate Bush – La bussola d'oro (The Golden Compass)
- Rise (Eddie Vedder), testo e musica di Eddie Vedder – Into the Wild - Nelle terre selvagge (Into the Wild)

### Miglior suono
- Karen Baker Landers, Kirk Francis, Per Hallberg, Scott Millan, David Parker – The Bourne Ultimatum - Il ritorno dello sciacallo (The Bourne Ultimatum)
- Christopher Boyes, Paul Massey, Lee Orloff, George Watters II – Pirati dei Caraibi - Ai confini del mondo (Pirates of the Caribbean: At World's End)
- Scott Hecker, Eric Norris, Chris Jenkins, Frank A. Montaño, Patrick Rousseau – 300
- Nikolas Javelle, Jean-Paul Hurier – La vie en rose (La môme)
- Tod A. Maitland, Skip Lievsay, Rick Kline, Jeremy Peirson – Io sono leggenda (I Am Legend)
- Mike Prestwood Smith, Mark Taylor, Glenn Freemantle – La bussola d'oro (The Golden Compass)

### Migliori effetti visivi
- Chris Watts, Grant Freckelton, Derek Wentworth, Daniel Leduc – 300
- Peter Chiang, Charlie Noble, David Vickery, Mattias Lindahl – The Bourne Ultimatum - Il ritorno dello sciacallo (The Bourne Ultimatum)
- Rob Engle, Jerome Chen, Sean Phillips, Kenn McDonald, Michael Lantieri – La leggenda di Beowulf (Beowulf)
- Scott Farrar – Transformers
- Michael L. Fink – La bussola d'oro (The Golden Compass)
- Thomas Schelesny, Matt Jacobs, Tom Gibbons – Come d'incanto (Enchanted)

## Televisione

### Miglior serie drammatica
- Dexter
- Brothers & Sisters - Segreti di famiglia
- Friday Night Lights
- Grey's Anatomy
- Mad Men
- The Riches

### Miglior serie commedia o musicale
- Pushing Daisies
- Chuck
- Extras
- Flight of the Concords
- Ugly Betty
- Weeds

### Miglior miniserie
- Straordinaria Mrs. Pritchard (The Amazing Mrs. Pritchard), regia di Sally Wainwright
- The Company, regia di Mikael Salomon
- Five Days, regia di Otto Bathurst, Toby Haynes, Peter Hoar e Simon Curtis
- Jane Eyre, regia di Susanna White
- The Starter Wife, regia di Jon Avnet

### Miglior film per la televisione
- Mitch Albom's For One More Day, regia di Lloyd Kramer
- Life Support, regia di Nelson George
- Longford, regia di Tom Hooper
- The Trial of Tony Blair, regia di Simon Cellan Jones
- L'ultimo pellerossa (Bury My Heart at Wounded Knee), regia di Yves Simoneau
- The Wind in the Willows, regia di Rachel Talalay

### Miglior attore in una serie drammatica
- Michael C. Hall – Dexter
- Eddie Izzard – The Riches
- Hugh Laurie – Dr. House - Medical Division (House, M.D.)
- Denis Leary – Rescue Me
- Bill Paxton – Big Love
- James Woods – Shark - Giustizia a tutti i costi (Shark)

### Miglior attrice in una serie drammatica
- Ellen Pompeo – Grey's Anatomy
- Glenn Close – Damages
- Minnie Driver – The Riches
- Sally Field – Brothers & Sisters - Segreti di famiglia
- Kyra Sedgwick – The Closer
- Jeanne Tripplehorn – Big Love

### Miglior attore in una serie commedia o musicale
- Stephen Colbert – The Colbert Report
- Alec Baldwin – 30 Rock
- Steve Carell – The Office
- Ricky Gervais – Extras
- Zachary Levi – Chuck
- Lee Pace – Pushing Daisies

### Miglior attrice in una serie commedia o musicale
- America Ferrera – Ugly Betty
- Tina Fey – 30 Rock
- Anna Friel – Pushing Daisies
- Patricia Heaton – Back to You
- Felicity Huffman – Desperate Housewives
- Julia Louis-Dreyfus – La complicata vita di Christine (The New Adventures of Old Christine)

### Miglior attore in una miniserie o film per la televisione
- David Oyelowo – Five Days
- Jim Broadbent – Longford
- Robert Lindsay – The Trial of Tony Blair
- Aidan Quinn – L'ultimo pellerossa (Bury My Heart at Wounded Knee)
- Tom Selleck – Jesse Stone: Sea Change
- Toby Stephens – Jane Eyre

### Miglior attrice in una miniserie o film per la televisione
- Samantha Morton – Longford
- Ellen Burstyn – Mitch Albom's For One More Day
- Queen Latifah – Life Support
- Debra Messing – The Starter Wife
- Sharon Small – The Inspector Lynley Mysteries
- Ruth Wilson – Jane Eyre

### Miglior attore non protagonista in una serie, miniserie o film per la televisione
- David Zayas – Dexter
- Harry Dean Stanton – Big Love
- Michael Emerson – Lost
- Justin Kirk – Weeds
- T. R. Knight – Grey's Anatomy
- Masi Oka – Heroes
- Andy Serkis – Longford

### Miglior attrice non protagonista in una serie, miniserie o film per la televisione
- Vanessa L. Williams – Ugly Betty
- Polly Bergen – Desperate Housewives
- Judy Davis – The Starter Wife
- Rachel Griffiths – Brothers & Sisters - Segreti di famiglia
- Jaime Pressly – My Name Is Earl
- Chandra Wilson – Grey's Anatomy

## Altri premi

### Miglior cast in un film
- Onora il padre e la madre (Before the Devil Knows You're Dead) – Ethan Hawke, Philip Seymour Hoffman, Albert Finney, Marisa Tomei, Aleksa Palladino, Michael Shannon, Amy Ryan, Brían F. O'Byrne, Rosemary Harris, Sarah Livingston, Blaine Horton, Arija Bareikis, Leonardo Cimino, Lee Wilkof, Damon Gupton

### Miglior cast in una serie televisiva
- Mad Men – Bryan Batt, Anne Dudek, Michael Gladis, Jon Hamm, Christina Hendricks, January Jones, Vincent Kartheiser, Robert Morse, Elisabeth Moss, Maggie Siff, John Slattery, Rich Sommer, Aaron Staton

### Auteur Award
- Julian Schnabel – Lo scafandro e la farfalla (Le scaphandre et le papillon)

### Mary Pickford Award
- Kathy Bates

### Nicola Tesla Award
- Dennis Muren